# Danske Rederier
Danske Rederier er en branche- og arbejdsgiverorganisation for dansk skibsfart, som er Danmarks største enkeltstående eksporterhverv. Af medlemmerne, der tæller rederier med deres skibe fra over 90 rederier og offshore-selskaber, har halvdelen skibe under dansk flag, mens den anden halvdel, de associerede medlemsrederier, driver deres aktiviteter fra Danmark uden at have skibe under dansk flag.
Danske Rederier blev stiftet i 1884 og har siden været samlingspunkt for det danske rederierhverv. Danske Rederier varetager erhvervets interesser og fungerer som arbejdsgiverorganisation for medlemmerne med indmeldte skibe under dansk flag. Danske Rederier spiller i dag en aktiv rolle i forhold til myndigheder og beslutningstagere både herhjemme og internationalt.
Herudover er Danske Rederier medlem af de internationale rederiorganisationer ICS og ECSA. Organisationen er derfor med i alle relevante sammenhænge og har permanent kontor i Bruxelles.
Danske Rederier arbejder tæt sammen med andre brancheorganisationer i Danmark, blandt andre DI, DE samt Landbrug & Fødevarer. Endvidere er Danske Rederier som arbejdsgiverorganisation medlem af Dansk Arbejdsgiverforening.
Ud over egne medlemmer betjener Danske Rederiers sekretariat Færgerederierne, som er brancheorganisation for de danske færgerederier.

## Historie
Da Danske Rederier, under navnet Dampskibsrhederi-Foreningen, blev stiftet i 1884 udsprang det i høj grad af tidens politiske tendenser, hvor landbruget blev prioriteret over alt andet, og det var tydeligt inspireret af C.F. Tietgens opgør med den officielle erhvervspolitik. Med grundlæggelsen i 1884, fik Danmark desuden en af sine første lobbyorganisationer, der allerede efter første år talte 20 medlemmer og 140 indmeldte skibe.
Stærkt påvirket af de politiske spændinger i slutningen af det 19. århundrede, hvor arbejdskampe, strejker og lockout i stigende grad så dagens lys, begyndte organisationen at beskæftige sig med løn- og arbejdsforhold, og d. 1. juni 1898 indgik foreningen sin første overenskomst med en fagforening. Dette skulle blive starten på den forhandlingsfunktion for rederierhvervets arbejdsgivere der den dag i dag er en central del af Danske Rederiers aktivitetsområde.
Med første verdenskrig kom desuden nye udfordringer for både rederierhvervet og dets interesseorganisation, da de danske myndigheder ønskede at sikre landets forsyninger af varer og derfor indførte begrænsninger på friheden til at sejle frit, samt pålagde erhvervet nye skatter. Derudover medførte de krigsførende landes torpederinger af fragtskibe og sejlads gennem minefyldte farvande, et behov for forsikringsordninger for både materiel og personer, som betød yderligere administration og udgifter. Dog havde Danmarks neutralitet omkring krigen en forretningsmæssig gevinst og det blev trods alt en kommercielt god periode for dansk skibsfart.

Som følge af en støt vækst, var Foreningen i 1919 vokset sig for stor til sine daværende lokaler i Holbergsgade, og man begyndte at se sig om efter alternativer. Her faldt valget på en grund i Amaliegade og et projekt, udarbejdet af arkitekt Emanuel Monberg, blev iværksat. Det nye hus skulle bygges i nyklassicistisk stil og passe ind i det eksisterende miljø af bygninger i Frederiksstaden. Indvendigt skulle huset fungere både som erhvervslokaler og tjenestebolig, og det endte således med at rumme både kontor- og mødelokaler til eget brug, bolig til organisationens første direktør, samt lokaler til udlejning. Huset i Amaliegade, der blev indviet i 1922 og som vandt Arkitekt Monberg Eckersbergsmedaljen for sit arbejde, er stadig i brug i dag - dog tjener den tidligere direktørbolig på i dag blot som kontor for den adm. direktør.

Der skulle ikke gå lang tid fra, at Foreningen var flyttet ind i sine nye lokaler, til verden blev ramt af økonomisk depression og krise, samt endnu en verdenskrig. Disse udviklinger førte til nye udfordringer for organisationen, og særligt anden verdenskrig medførte en opdeling af den danske handelsflåde, da mange skibe valgte at søge allieret havn. Dog gav reguleringer af erhvervet og andre tiltag organisationen yderligere opgaver og det blev igen nødvendigt at udvide Sekretariatet imens handelsrestriktionerne var i kraft.
Efter anden verdenskrig, og særligt fra 1960'erne og frem, blev skibstransporten i stigende grad standardiseret og dette var med til at skabe grundlaget for de seneste 25 års globalisering og eksplosive vækst i såvel verdenshandlen, som Danske Rederiers resortområder. I 1959 skiftede organisationen desuden navn til Danmarks Rederiforening, som Foreningen skulle hedde frem til 2017, hvor navnet blev ændret til det nuværende Danske Rederier.
D. 1. juli 2018 voksede Danske Rederier endnu engang, da organisationen blev fusioneret med Rederiforeningen af 2010. I dag beskæftiger foreningen ca. 50 medarbejdere og tæller omkring 100 medlemmer.

I foråret 2020, stod dansk og global skibsfart overfor en ny udfordring, da verden lukkede ned som følge af COVID-19 pandemien. De nationale nedlukninger og skærpede indrejserestriktioner, gjorde det mere eller mindre umuligt for de søfarende at af- og påmønstre, og mange så deres sejltid forlænget ud i det uvisse. Danske Rederier arbejdede under pandemien hårdt for at de søfarende skulle blive hørt og taget med i de politiske betragtninger, og det hårde arbejde bar frugt i forbindelse med etableringen af en besætningsskifteaftale og muligheden for at udenlandske søfarende kunne blive vaccineret i Danmark.

## Arbejde

### Charter for Flere Kvinder i Shipping
Danske Rederier er dybt involverede i indsatsen for kønsdiversitet i erhvervet, og har på den basis lanceret Charter for Flere Kvinder i Shipping Arkiveret 26. januar 2022 hos  Wayback Machine, samt en række konkrete anbefalinger og tiltag, virksomhederne kan benytte for at styrke diversiteten blandt deres medarbejdere. I september 2021, havde 29 medlemmer underskrevet Chartret og dermed officielt sagt ja til at støtte op om ligestillingen i deres virksomheder.
Som led i diversitetsindsatsen, lancerede Danske Rederier i september 2021 desuden Det Blå Danmarks første maritime barselscafé, ved navn Parent'SHIP, for alle barselstagende, uanset køn. Parent'SHIP er etableret i samarbejde med WIS-Denmark, med et mål om at give barselstagerne en mulighed for at bibeholde deres forbindelse til branchen og lette overgangen tilbage til arbejdet efter barsel.

### Klima
Danske Rederier er aktive i klimaspørgsmålet, og arbejder for tiltag som trækker skibsfarten i en bæredygtig retning, bl.a. igennem klimapartnerskabet Det Blå Danmark.

### International handelspolitik
Da skibsfarten er Danmarks mest globaliserede erhverv, arbejder Danske Rederier for at sunde konkurrenceforhold verden over skal være fundamentet for en internationalt arbejdende skibsfart. Prioriteringer på området omfatter dermed tiltag såsom international markedsadgang og fair konkurrence.

### Pirateri
Truslen fra pirateri udgør en stor udfordring for den internationale skibsfart og medfører at danske rederier bruger op mod en milliard kroner om året på sikkerhedsforanstaltning. Danske Rederier arbejder derfor både med det danske forsvar og i internationalt regi for at komme pirateri til livs. Dette sker både gennem deltagelse i politiske fora, møder i relevante politiske organisationer verden over, og igennem involvering i lokale projekter, der søger at skabe et alternativ til pirateri for unge i problemområderne. Dette arbejde har bl.a. resulteret i, at Folketinget i maj 2021 besluttede at sende en fregat til Guineabugten for at beskytte handelsskibene i området.